# Gossau (Zurique)
Gossau é uma comuna da Suíça, no Cantão Zurique, com cerca de 9 002 habitantes. Estende-se por uma área de 18,28 km², de densidade populacional de 492 hab/km². Confina com as seguintes comunas: Bubikon, Egg, Grüningen, Hinwil, Mönchaltorf, Uster, Wetzikon.
A língua oficial nesta comuna é o alemão.